# Faxabruf
Der Faxabruf, auch Faxpolling (von engl. to poll = abrufen) genannt, ist ein Telefondienst.
Bei einem Faxabruf benutzt man sein eigenes Faxgerät, um von einem anderen Faxgerät ein oder mehrere dort bereitgestellte Dokumente abzurufen. Dabei wird die Verbindung zur Übertragung des Faxes nicht vom Sender, sondern aktiv vom Empfänger hergestellt. Der Sender wartet passiv, bis er angerufen wird. Eventuelle Verbindungskosten trägt somit der Empfänger, welcher anruft und dann das selbstgesteuerte Versenden von Dokumenten beim Sender auslöst. Der Nutzer stellt also mit seinem Gerät die Verbindung mit der Polling-Gegenstelle her und bekommt die Daten (Seiten) als Fax während der bestehenden Verbindung gesendet.

## Hinweise für den Abruf kostenpflichtiger Fax-Dokumente
- Preselection: Sofern man über Preselection telefoniert und ein Fax von einer kostenpflichtigen 0900-Nummer abrufen möchten, muss man unter Umständen die Vorwahl der Deutschen Telekom (01033) vorwählen, sollte der Preselection-Anbieter die Anwahl dieser Nummern nicht unterstützen. Seit dem Beginn der so genannten Carrier-Selection-2-Phase ist dieses jedoch nicht mehr notwendig, da Verbindungen zu Mehrwertdiensten immer über den Netzbetreiber (Deutsche Telekom) hergestellt werden.

- Freischaltung: Falls der Telefonanschluss für oben genannte kostenpflichtige Dienste gesperrt sein sollte, muss man seinen Telekommunikationsanbieter (Telekom, Arcor o.a.) mit der Freischaltung dieser Dienste beauftragen.

- Das anzuwählende Faxgerät ist häufig ein Computer, der die Dokumente statisch oder dynamisch zusammenstellt.

- Gelegentlich wird der Faxabruf von 0900-Nummern in betrügerischer Absicht angeboten (besonders zum Versand großer Mengen wertloser Informationen zum Zwecke eines hohen Verdienstes über die Telefongebühren), daher sollte man sich vor der Inanspruchnahme über die Seriosität des Anbieters und den Umfang der zu empfangenen Dokumente vergewissern.

- Da die Generalstaatsanwaltschaft Frankfurt am Main entschieden hat, dass man in der Werbung nichts von der Übertragungsgeschwindigkeit eines Faxabrufes angeben muss, sollte man beim Abruf das Polling überwachen. Es kann bis zu einer Stunde dauern, erst dann wird die Verbindung durch den Carrier automatisch getrennt. (Quelle: Generalstaatsanwaltschaft Frankfurt am Main Aktenzeichen 3 Zs 859/02 v. 16. September 2002)